# Ungdom i arbejde (lang stum udg.)
 For alternative betydninger, se Ungdom i arbejde (flertydig). (Se også artikler, som begynder med Ungdom i arbejde)
|  | Denne artikel er oprettet af botten Steenthbot ud fra en ekstern database. Den kan derfor have sproglige fejl eller mangler. Denne skabelon kan fjernes efter kontrol af indholdet. |

Ungdom i arbejde [lang stum udg.] er en dansk propagandafilm fra 1941 instrueret af Theodor Christensen efter eget manuskript.

## Handling
Filmen propaganderer for unge arbejdslediges ophold i Statens Ungdomslejre for langvarigt arbejdsløse. Den skildrer først de arbejdslediges triste liv på gader og stræder, deres forgæves søgen efter arbejde og de offentlige arbejdsanvisningskontorers henvisning til ophold i ungdomslejre. Dernæst vises såvel mandlig som kvindelig ungdoms daglige liv i lejrene - både i arbejdstid og fritid - og sluttes med en understregning af opholdets betydning for både de unge og samfundet.